# Piotr Szydłowiecki
Piotr Szydłowiecki herbu Odrowąż (ur. w 1477 zm. w 1507) – chorąży koronny, burgrabia i podkomorzy krakowski, starosta gostyniński i inowrocławski.
Od 1496 chorąży nadworny koronny, burgrabia krakowski od 1498, a od 1501 podkomorzy tego miasta, a także starosta gostyniński i inowrocławski.
Był synem Stanisława oraz bratem Mikołaja i Krzysztofa. W rok po otrzymaniu tytułu podkomorzego krakowskiego, ożenił się z mieszczką krakowską Barbarą Krupą.